# Biagio Falcieri
Biagio Falcieri (Brentonico, 17 luglio 1627 – Verona, 3 aprile 1703) è stato un pittore italiano.
Originario della zona di Trento (a quel tempo appartenente alla diocesi di Verona e alla Repubblica di Venezia), Falcieri fu un pittore dell'epoca barocca, nonostante il suo stile provinciale sia stato descritto come stanco manierismo, e fu attivo fra Venezia e Verona. Studiò con Pietro Liberi a Venezia e ritornò a Verona; si ricorda una sua tela riguardante il Concilio di Trento posta dietro alla facciata della chiesa di Santa Anastasia.
Fu maestro di Andrea Voltolino, Alessandro Marchesini, Sante Prunati e Lorenzo Comendich.